# Tom Barrett

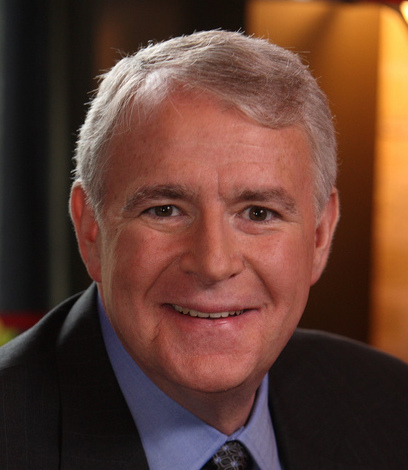
Tom Barrett em 2010.

Thomas Mark "Tom" Barrett (nascido em 8 de dezembro de 1953) é um político de Wisconsin. Foi prefeito de Milwaukee entre 2004 e 2021. Ele concorreu a governador de Wisconsin em 2010, perdendo por uma margem de 52% a 47% para republicano Scott Walker. Anteriormente, Barrett foi membro da Câmara dos Representantes dos Estados Unidos pelo 5º distrito congressional de Wisconsin (1993-2003). Ele começou sua carreira política na Assembléia Legislativa do Estado de Wisconsin em 1984, e depois no Senado de Wisconsin entre 1989 a 1993.